# 滑國 (諸夷)
滑國是南北朝时期位于今日新疆境内的一个国家。
根据《梁书》的记载，滑国是“車師之別種”，最初分为八部，称“八滑”。西汉永建元年，八滑跟随班勇攻打匈奴有功，其君主被封为“后部亲汉侯”。三国至晋朝时期与中原不通往来。南朝梁天监十五年，滑国国王厌带夷栗陁派使者进献方物。《职贡图》中绘有滑国使者画像。
北魏立国之初，滑国仅仅只是一个附属于柔然的小国。后来逐渐强大，攻打邻国波斯、盘盘、罽宾、焉耆、龟兹、疏勒、姑墨、于阗、句盘等国，开拓土地千余里。
滑国土地温暖，多山川树木，有五谷。国人以捕捉到的鸟兽和羊肉为粮食。当地的野兽有狮子和两脚骆驼，野驴头上有角。滑国人善于射箭，著小袖长身袍，用金玉为带。女人穿皮衣，头上刻木为角，长六尺，以金银饰之。该国女人少，有兄弟共同娶妻的风俗。没有城郭，以氈屋为住所，房门开在东侧。滑国国王坐金床，随太岁转，与妻并坐接客。无文字，以木为契。与邻国往来时，使用邻国的文字，写在羊皮纸上。没有职官制度，崇拜天神和火神，每天出门祭祀神明后才能进食。其国跪拜风俗仅一拜而止。死后，以木头作棺椁。父母死后，其子割下一只耳朵，葬讫即吉。滑国的语言需要由吐谷浑人翻译之后才能理解。
根据日本学者榎一雄的研究，滑国应当是同时期的嚈噠帝國。

## 延伸阅读
[在维基数据编辑]
 《欽定古今圖書集成·方輿彙編·邊裔典·滑國部》，出自陈梦雷《古今圖書集成》
 《梁書/卷54》，出自姚思廉《梁書》